# Luis Miquilena
Luis Manuel Miquilena Hernández (Coro, Estado Falcón, 29 de julio de 1919-Caracas, Venezuela, 24 de noviembre de 2016) fue un político, editor y empresario venezolano y acérrimo crítico de los gobiernos del bipartidismo. Estuvo involucrado en la política en la década de 1940, y nuevamente después de la restauración de la democracia en 1958, pero se retiró de la política en 1964 hasta principios de la década de 1990, siguiendo una carrera en los negocios.
Fue presidente de la Asamblea Nacional Constituyente de Venezuela de 1999 y tanto aliado como asesor de Hugo Chávez, ayudándole a conquistar las elecciones presidenciales. Posteriormente fue Ministro del Interior y Justicia de Venezuela de 2001 a 2002, cuando renunció por diferencias con Chávez.

## Carrera política

### Primeros años
Se inició en la política como militante del Partido Comunista de Venezuela (PCV) desde sus 14 años, fue secretario general del sindicato de autobuseros en la década de 1940, siendo detenido el 20 de junio de 1944 junto a Jesús Vale tras entregarse a las autoridades luego de que se emitiara una orden de detención en su contra por ser las caras visibles del conflicto laboral promovido por el Sindicato Profesional de Trabajadores y Autobuseros del Distrito Federal.
Fue aliado del presidente Isaías Medina Angarita al momento del golpe de Estado en Venezuela de 1945 liderada por Acción Democrática. Luego fue firme opositor del Trienio Adeco, rompió con el Partido Comunista de Venezuela por su apoyo y creó el Partido Revolucionario del Proletariado (PRP) de efímera duración, después del derrocamiento del gobierno de Rómulo Gallegos y la subida de la Junta Militar compuesta por los Carlos Delgado Chalbaud, Luis Llovera Páez y Marcos Pérez Jiménez.

### Encarcelamiento
Miquilena se opuso ferreamente a la dictadura militar, sufriendo cárcel y tortura desde 1950 hasta la caída de Pérez Jiménez en 1958. Fue el preso político por más tiempo encarcelado por esa dictadura -8 años- y las salvajes torturas sufridas en Caracas y Ciudad Bolívar sirvieron a Miguel Otero Silva como inspiración para el principal personaje de su novela "La muerte de Honorio". La mayor parte del tiempo estuvo encarcelado en la cárcel de Ciudad Bolívar, donde Miquilena se hizo amigo de los políticos de Acción Democrática Simón Alberto Consalvi y Octavio Lepage, siendo Lepage el segundo hombre más tiempo encarcelado. De Consalvi afirmaba "Simón era el hombre que creó que los hombres deberían ser". Mientras estaban en prisión, los miembros de la familia se comunicaban crípticamente marcando puntos en cartas de libros entregados a los presos, informando a Miquilena sobre la condición de Venezuela fuera de la prisión[cita requerida]. Su tiempo en prisión lo ayudó a decidir sus puntos de vista sobre la política.

### Diputado
Luego del 23 de enero de 1958, que terminó con la dictadura, aceptó pactar con AD y COPEI, en el llamado Pacto de Puntofijo en el segundo gobierno de Rómulo Betancourt (1959-1964). Fue propietario, director y fundador del diario El Clarín; durante este tiempo el presidente Betancourt intentó una demanda contra él, lo que fue reseñado como «medidas coercitivas y de hostigamiento a la libertad de opinión» por Provea. Ingresó en el partido Unión Republicana Democrática (URD) en 1961. Como Diputado electo por el Estado Falcón firmó la constitución del 1961.
Se alejó progresivamente del gobierno de Betancourt hasta oponérsele frontalmente por su política contra el gobierno cubano de Fidel Castro y su supuesta represión contra los grupos de izquierda. Abandona URD y se retira de la vida política activa durante más de 30 años dedicándose a la actividad comercial privada. En la década de 1990 conoció a Hugo Chávez, y volvió a entrar en la vida pública siendo uno de los fundadores del Movimiento V República (MVR).
Según Pablo Medina, el 1 de enero de 1992 se reunió con Chávez, Arias y Kléber para discutir la conformación de una Junta de Gobierno tras el 4F, integrada por cinco civiles y cuatro militares, entre otros, José Vicente Rangel, Abdón Vivas Terán, Andrés Velásquez, Luis Miquilena y Manuel Quijada.

### Presidente de la Asamblea Constituyente
Fue uno de los primeros políticos más conocidos y antiguos de la vida política venezolana en apoyar Hugo Chávez, durante los primeros años de su gobierno (formó parte del poderoso “grupo de los 5” del presidente), Miquilena tuvo importantes cargos en la administración pública; electo senador en 1998, pasó a ocupar brevemente en 1999, el Ministerio del Interior y Justicia y luego fue presidente de la Asamblea Constituyente y Presidente de la Comisión Legislativa Nacional.

### Ministro de Interior y Justicia
En el 2001 nuevamente fue nombrado ministro del Interior y Justicia, en este cargo lanzó el Plan de Seguridad Ciudadana y promovió el Plan de Desarme Pacífico de Cárceles.
Miquilena fue el primer alto funcionario del gobierno de Chávez, acusado -por el fiscal general Javier Elechiguerra- y juzgado por hechos de corrupción, siendo absuelto de dichos cargos. Fue reemplazado en el ministerio por Ramón Rodríguez Chacín.

#### Ruptura con el chavismo
Desacuerdos con el presidente Hugo Chávez lo llevaron a una ruptura política, luego de la reunión en Margarita con Fidel Castro en la cual el desacuerdo entre Miquilena y Castro se hizo patente. Castro desconfiaba de Miquilena por su talante democrático que se oponía a los designios totalitarios de Fidel y a los cuales Chávez progresivamente se acercaba. Posteriormente Miquilena criticó públicamente varias medidas políticas de Chávez lo cual marcó la separación definitiva. El 24 de enero de 2002 Luis Miquilena renunció al cargo de Ministro del Interior.

### Vida posterior y muerte
Más adelante, posterior a los sucesos de abril de 2002, expresó que a Chávez no lo había repuesto el pueblo en el poder, sino la incompetencia de Pedro Carmona cuando decretó disolver la Asamblea y destituir a todos los Alcaldes. En 2007, mostró su desacuerdo con la propuesta de reforma constitucional y fue un factor importante en los acuerdos políticos que permitieron la derrota comicial de la reforma propuesta. Esta sería la única derrota política que Chávez sufriría desde su elección en 1998 hasta su fallecimiento en 2012.
En 2015, Miquilena suscribió un acuerdo denominado "para la transición" en el país, impulsado por los dirigentes opositores Leopoldo López, María Corina Machado y el alcalde de Caracas, Antonio Ledezma, y tal documento fue señalado como prueba de una conspiración. El 24 de noviembre de 2016 muere en Caracas a los 97 años de edad.